# Alexander Leslie, 7. Earl of Ross
Alexander Leslie, 7. Earl of Ross (auch Lesley, * vor 1366; † 8. Mai 1402 in Dingwall) war ein schottischer Adliger.

## Leben
Alexander war der einzige Sohn des schottischen Ritters Walter Leslie und dessen Frau Euphemia Ross. Seine Mutter war Erbin des nordschottischen Ross und weiterer Besitzungen, führte jedoch nicht den Titel Countess of Ross, der ihr eigentlich zustand. Sie starb vor 1399, worauf er ihre Besitzungen erbte und nun auch den Titel Earl of Ross übernahm. Leslie verzichtete am 20. Februar 1395 zugunsten seines Cousins George Leslie of Rothes auf die feudale Baronie von Fythkill. Am 8. November 1398 überschrieb er diesem die Ländereien von Woodfield als Sicherheit für einen Kredit von 200 Merks, um aufgelaufene Schulden bei der Krone zu begleichen.
Alexander Leslie starb 1402 überraschend in Dingwall. Er wurde in Fearn Abbey, der traditionellen Grabstätte der Familie Ross beigesetzt.

## Ehe und Erbe
Leslie hatte 1398 Isabel Stewart, eine Tochter von Robert Stewart, 1. Duke of Albany und von dessen Frau Margaret Graham, Countess of Menteith geheiratet. Mit ihr hatte er eine Tochter:
- Euphemia Leslie, 8. Countess of Ross

Nach seinem Tod wurde die junge Euphemia seine Erbin. Der Duke of Albany beanspruchte vor 1405 ihre Vormundschaft. 1415 konnte er sein Mündel überzeugen, dass Earldom Ross seinem jüngeren Sohn John Stewart zu überlassen. Sollte John sterben, sollten dessen Brüder und schließlich Albany selbst Ross erben. Diese Überlassung führte zum Konflikt mit Donald, Lord of the Isles, der im Namen seiner Frau Mary Leslie, der Schwester von Alexander Leslie Ross beanspruchte. Das Earldom Ross fiel schließlich an Alexander, den ältesten Sohn von Mary Leslie und Donald, Lord of the Isles.